# Mariano Clavelli
Mariano Clavelli fue un marino de origen italiano que prestó servicios en el Río de la Plata para los distintos bandos intervinientes en la Guerra Grande y en la Guerra entre la Confederación Argentina y el Estado de Buenos Aires, y para la Armada Argentina en la Guerra del Paraguay.

## Biografía
Mariano Clavelli llegó a la ciudad de Buenos Aires durante el gobierno de Juan Manuel de Rosas. Según el historiador Vicente Osvaldo Cutolo, tras efectuar algunos viajes por el río Paraná al Paraguay, navegó a la Patagonia a bordo del Príncipe, alcanzando la bahía de San Julián. Una fuerte tormenta produjo averías en su nave y lo forzó a regresar a Carmen de Patagones. Poco después recibió el encargo de explorar el curso del río Negro (Argentina) y recorrer algunos puntos de la costa de la Patagonia Argentina donde se habían observado contingentes armados extranjeros. 
Finalmente, Clavelli se exilió en Montevideo poniéndose al servicio de esa plaza sitiada por las fuerzas de la Confederación Argentina.
El 5 de setiembre de 1844 el marino de origen griego Jorge Cardassi y Clavelli, al mando de la Bloqueo de Rosas y la ballenera General Medina mientras patrullaban la costa oriental hasta Puerto Sauce, se encontraron en la boca del Santa Lucía con las naves de la Confederación Chacabuco y 9 de Julio, apoyadas por partidas de las fuerzas sitiadoras desde tierra y por la 25 de Mayo que se les unió en Punta Yeguas. No obstante, contestando el fuego enemigo, Clavelli y Cardassi consiguieron arribar a Montevideo. El gobierno oriental los homenajeó pasándoles revista ante la escuadrilla y premiando a los tripulantes más destacados.
Posteriormente participó al mando del lanchón General Medina en la expedición de tres navíos enviada por Montevideo a la provincia de Corrientes con pertrechos comandada por Cardassi, pero fue capturado en el Colastiné por las fuerzas federales del coronel Hilario Lagos.
Nuevamente al servicio de la Confederación, durante las intervenciones de las escuadras de Gran Bretaña y Francia en el Río de la Plata, Clavelli recibió el encargo de vigilar las costas del río Uruguay. 
Siguiendo a Cutolo, entre 1845 y 1846 intentó navegar el río Negro (Argentina), pero la falta de recursos lo obligó a desistir de la empresa y regresar a Carmen de Patagones, dejando una memoria de la travesía.
En 1848 remitió al departamento de Guerra y Marina una memoria incluyendo cartas hidrográficas del sector del Delta del Paraná y el río Paranacito.
Pasó a comandar la ballenera La Margherita con la que recorrió los accesos a los ríos interiores. Sus reportes merecieron conceptos elogiosos de Guillermo Brown y del coronel José Matías Zapiola.
Sirvió en la Oficina de Náutica, organizada por el departamento de Marina en la Boca del Riachuelo. Realizó una Carta Hidrográfica donde incluyó mapas del puerto de su autoría. El coronel Mariano Balcarce decía de Clavelli que era uno de los pocos baqueanos con que contaba el gobierno de la Confederación Argentina. 
Depuesto Rosas, Clavelli se sumó a la escuadra del Estado de Buenos Aires y recibió el mando del vapor La Merced, integrando el convoy que en noviembre de 1852 al mando de Antonio Somellera condujo a las fuerzas porteñas de los generales Manuel Hornos y Juan Madariaga en la fracasada invasión a la provincia de Entre Ríos al iniciarse la Guerra entre la Confederación Argentina y el Estado de Buenos Aires.
Contando con su experiencia, Somellera le encargó guiar la escuadra pero pronto surgieron conflictos, que Somellera reflejó en su Diario de Navegación. Finalmente, cuando en un momento dado Clavelli se negó a seguir la dirección que señalaba el derrotero ordenado por Somellera manifestando no conocer el camino, el comandante de la escuadra lo relevó de su misión, haciéndose cargo el comandante del bergantín goleta Maipú Tomás Craig en razón de que ninguno de los baqueanos que seguían a Clavelli quiso aceptar el puesto.
Fracasada la invasión de Concepción del Uruguay, Clavelli fue responsabilizado por su supuesta impericia tanto en el conocimiento del río como en la conducción de un vapor. Somellera consideraba que habiendo servido bajo el gobierno de Rosas, Clavelli y sus hombres deliberadamente habían intentado hacer fracasar la expedición.
Algunos meses después La Merced fue capturada y Clavelli se pasó a las fuerzas de la Confederación. Durante el sitio de Buenos Aires por la escuadra nacional al mando de John Halstead Coe, Clavelli fue nuevamente de utilidad por su pericia, especialmente en las operaciones nocturnas efectuadas sobre las balizas interiores y la boca del Riachuelo que lograron buena parte de las capturas.
Cuando Coe vendió la escuadra a su mando, Clavelli pasó nuevamente al servicio de Buenos Aires. 
Al reiniciarse la guerra civil en 1859, estuvo al mando del pontón artillado Castelli encargándose de trasladarlo a la isla Martín García para controlar el paso del canal.
Al mando del patacho San Nicolás participó del Combate de Martín García (1859) contra la escuadra de la Confederación que al mando de Mariano Cordero forzó el paso por el canal de la isla Martín García.
El 20 de diciembre de 1864 se encontraba al mando del vapor Gualeguay pero operando en el área de Salto, armado con bandera del Uruguay y bajo el nombre Quinteros. Dado que el Gualeguay era un buque de la Armada Argentina arrendado para su uso mercante, se inició un sumario que hizo caer el arriendo, sin comprobarse si en realidad Clavelli actuaba de acuerdo a instrucciones del gobierno de Bartolomé Mitre.
Al iniciarse en 1865 la Guerra de la Triple Alianza, Clavelli pasó al servicio de la Armada Argentina y prestó servicios al mando del buque insignia Rio Bamba (ex Enigma) afectado al transporte de tropas y pertrechos y evacuación de heridos.